# Бауман, Ойген
Ойген Бауман (нем. Eugen Baumann; 12 декабря 1846, Бад-Канштатт — 3 ноября 1896, Фрайбург) — немецкий химик, первооткрыватель поливинилхлорида и автор (совместно с Карлом Шоттеном) реакции Шоттена-Бауманна. Исследовал химические процессы биотрансформации органических сернистых соединений в организме человека, а также первым обнаружил йод в тканях щитовидной железы.

## Биография
Родился в Бад-Каннштадте (сейчас — часть Штутгарта) в 1846 году. Он изучал науки в Stuttgart Polytechnicum, а затем служил учеником аптекаря у своего отца. В 1870 году он сдал экзамен на фармацевта в Тюбингенском университете. В Тюбингене он получил докторскую степень в 1872 году с диссертацией, посвящённой виниловым соединениям. В 1876 году вслед за своим учителем Гоппе-Зейлером переехал в Страсбург, а спустя год возглавил химическую лабораторию в берлинском Институте физиологии Дюбуа-Реймона. В 1883 году он переехал во Фрайбург, где оставался до самой смерти.

## Реакция Шоттена — Баумана

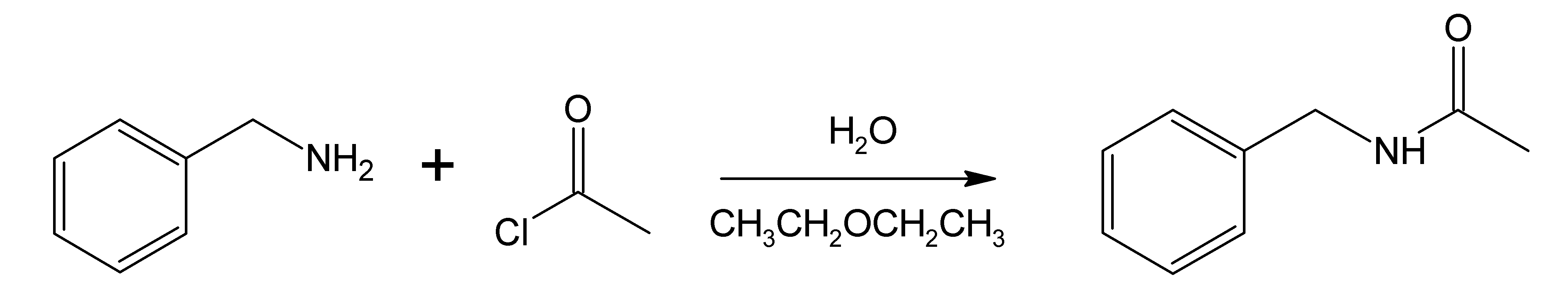
Реакция Шоттена — Бауманна